# 廚房仔
廚房仔, 出身香港, 又名Chef, 香港男歌手, 現為Clot Media Division 旗下藝人。 因對Hip-Hop文化充滿熱誠, 不論是MC、Dj、breakdance還是塗鴉,均十分熟悉及熱愛, 因此主力發展並推廣Hip-Hop文化。年輕時機緣巧合下認識到MC Yan和一班同道中人, 於是開始發展其饒舌音樂之路，亦因此認識到Edison因而有機會以Hip-Hop為發展主線。Chef推出過多張EP, 首先先在Edison的“Hazy” 大碟嶄露頭角, 其後更推出首張由 Dj Tommy監製 的mixtape“廚房仔mixtape”及Edison 的“69FM”。在2011年8月, Chef更推出首張EP《活在當下》, 務求致力推動香港Hip-Hop文化。2012年, 他更聯同陳冠希及MC仁推出《三角度》專輯, 成為年度華語金曲獎年度最佳Hip Hop藝人候選之一。到2015年8月更乘勝追擊, 推出《三角度II》專輯。 除了個人發展外, Chef亦是Hip-Hop北斗黃禍成員之一。

### 唱片
- 《廚房仔Mixtape》
- 《69 FM》
- 《廚房仔Mixtape Vol.2  》
- 《活在當下》
- 《三角度》
- 《人生如戲》
- 《三角度II》

### 曾參與之電影
- 《探靈檔案》- 網絡劇
- 《 情義我心知》 片頭曲

### 曾參與之廣告
- 益力多	2004-2006